# Кирій Олекса
Кирі́й Оле́кса Андрі́йович (11 (23) лютого 1889, с. Крупичполе, Борзнянського повіту Чернігівської губернії, нині Ічнянського району Чернігівської області — 5 січня 1954, м. Краснодар, Російська Федерація) — український і російський поет, прозаїк, драматург.

## Біографія
Народився в бідній багатодітній хліборобській родині, батько щороку ходив на заробітки на Кубань. З дитинства наймитував на селі, пас худобу. Потім переїхав до Ніжина, де служив хлопчиком на побігеньках у крамницях. Уже підлітком батьки віддали хлопця робітником на цукроварню Харитоненка, де доводилося працювати по 12 годин на добу.
У 1906 переїхав до Катеринодару і вступив на посаду писаря у волосному суді. Пізніше працював старшим секретарем в адигейському обласному суді.
У дванадцятирічному віці закінчив трикласну початкову школу, далі освіту здобував самотужки.
Помер і похований у Краснодарі.

## Творчість
Вірші почав писати дуже рано, ще в Ніжині: «В шумному місті, серед чужих, посідала хлопця журба. З'явився в нього потяг — розказати кому-небудь про свою самотність, про свою тугу. Почав записувати свої болі й жалі на папір. Так почав писати вірші» (Лейтес А., Яшек М. Десять років української літератури (1917–1927) / За заг. ред. С. Пилипенка. — ДВУ, 1928. — Т. 1: Біо-бібліографічний. — С. 209).
Після переїзду в Катеринодар багато читає й активно віршує. У 1909 відбувся поетичний дебют на сторінках газети «Новая заря», яку видавав відомий український актор і письменник В'ячеслав Потапенко. Того самого року окремим виданням вийшла п'єса «Сибиряки», прем'єра якої відбулася у Висєлківському аматорському театрі за участі автора.
У 1910 вийшла друком перша збірка віршів «Рідна нива», про яку схвально відгукнувся його перший поетичний навчитель Яків Жарко.
Вірші традиційні і за формою, і за змістом. У поетичній творчості переважає лірика, зокрема пейзажна, спогади про рідні місця, туга за рідною Україною і Чернігівщиною: «Чим більше минає часу, тим дужче люблю рідне село, лину туди, ниє кожну мить серце, що не бачить погляд отих маленьких похилих хаток, шумливих лісів, зелених лугів, журливих верб» (Кирій, Олекса. Передмова // Кирій, Олекса. Збірка поезій. — Краснодар, 1926).
У пореволюційний час писав про соціальні процеси на селі. Поетичні книжки «Збірка поезій» (1926) та «У ногу з днями» (1931) були намаганням влитися в русло революційної пролетарської поезії, що автору не зовсім вдалося. Належав до української секції КАПП — Кубанської асоціації пролетарських письменників, однак раппівці різко критикували його творчість.
Працюючи в адигейському обласному суді, добре вивчив життя і побут адигейців, зацікавився історією народу. Переклав українською мовою низку творів адигейського фольклору. Перша публікація адигейських пісень українською мовою та стаття про переселення адигів у Туреччину з'явилися в 1928 в журналі «Східний світ» (№ 3/4). У 1932 в Києві вийшла українською мовою збірка черкеських пісень, легенд і міфів за редакцією Максима Рильського.
З 1932, після заборони української мови на Кубані, писав російською. Найпомітніший російськомовний твір — поема «Адиге» (1948) про долю адигейського народу з часів Кавказької війни і до колективізації. Письменник працював над поемою понад 10 років. В його архіві лишився неопублікованим рукопис спогадів «Моя жизнь».

## Видання
Окремі:
- Рідна нива. — Краснодар, 1910.
- Збірка поезій. — Краснодар, 1926. — 130 с.
- У ногу з днями. — Краснодар, 1931.
- Черкеські пісні, легенди, міти / Пер. Олекса Кирій за ред. Максима Рильського. — Х., К.: ЛіМ, 1932. — 120 с. — (Творчість народів СРСР).
- Избранное. — Краснодар, 1952.

Збірки:
- Великим колективом / За ред. М. Лола. — Видання Кубанської округової комісії для українізації (українська секція КАПП'у), 1930. — У збірці вміщено поезії Омеляна Розумієнка, Федора Прийми, Олекси Кирія, Василя Очерета, Тимоша Іващенка, Р. Чобітька, нарис Л. Доброумова.